# Chandil
Chandil là một census town ở quận Pashchimi Singhbhum ở bang Jharkhand, Ấn Độ.

## Địa lý
Chandil có tọa độ 22°58′B 86°03′Đ / 22,97°B 86,05°Đ. Nó có một độ cao trung bình 246 mét (807 foot).

## Dân số
Theo cuộc điều tra dân số năm 2001 của Ấn Độ,India Chandil có dân số 4341 người. Nam giới chiếm 52% dân số và nữ giới chiếm 48% dân số. Chandil có một tỷ lệ biết chữ là 63%, cao hơn mức trung bình của quốc gia là 59,5%; với 71% đàn ông biết chữ và 53% phụ nữ biết chữ. 14% dân số dưới 6 tuổi.